# Franjo Kuhač
Franjo Ksaver Kuhač (Osijek, 20. studenoga 1834. – Zagreb, 18. lipnja 1911.), bio je hrvatski etnomuzikolog i povjesničar glazbe.

## Životopis
Franjo Ksaver Kuhač rođen je u Osijeku 1834. godine. Diplomirao je u Pešti, a glazbeno znanje proširivao je u Leipzigu, Weimaru i Beču. Nakon povratka u Osijek djelovao je kao klavirski pedagog i zborovođa, a 12 godina je putovao po Hrvatskoj i drugim zemljama skupljajući narodno blago. Na području folkloristike najvažnija mu je zbirka Južno-slovjenske narodne popievke s 1600 napjeva uz klavirsku pratnju, a zaslužan je za stvaranje i razvoj hrvatske glazbene terminologije. Pozornost je izazvao otkrićem hrvatskih napjeva u djelima Haydna i Beethovena. Okušao se i kao skladatelj kraćih klavirskih i vokalnih djela. Njegovo djelo Ilirski glazbenici dragocjen je dokument o preporodnim skladateljima.
Na njegov je poticaj Matko Brajša skupljao hrvatske narodne napjeve u Istri.

## Djela
Nepotpun popis:
- Valpovo i njegovi gospodari, Zagreb 1876.
- Prilog za povjest južnoslavjanske glasbe, "Rad jugosl. akademije". Knj. XXXVIII. Zagreb, 1877.
- Vatroslav Lisinski i njegovo doba: prilog za poviest hrvatskog preporoda, Matica hrvatska, Zagreb, 1887.
- Ilirski glazbenici: prilozi za poviest Hrvatskoga preporoda, Matica hrvatska, Zagreb 1893.
- Anarkija u hrvatskoj k[n]jiževnosti i umjetnosti [poslanica umjetničkim secesionistima i književnim dekadentima], vl. naklada, Zagreb, 1898.

## Nagrade
- 1876.: Nagrada iz zaklade Ivana N. grofa Draškovića, za djelo Prilog za povjest južnoslavjanske glasbe.
- 1881.: Nagrada iz zaklade Ivana N. grofa Draškovića, za djelo Južnoslovjenske narodne popievke. Knjiga peta.
- 1892.: Nagrada iz zaklade Adolfa Veber-Tkalčevića, za djelo Ilirski glazbenici: prilozi za poviest Hrvatskoga preporoda.[2]

## Vanjske poveznice
- Academia.edu – Digitalna zbirka tekstova Franje Ksavera Kuhača
- Vladimir Lončarević, Franjo Ksaver Kuhač - branitelj kršćanskih načela o umjetnosti  Arhivirana inačica izvorne stranice od 3. rujna 2014. (Wayback Machine), Glas Koncila, 6. veljače 2011., str. 21.